# Haltere la Jocurile Olimpice de vară din 2020 - feminin 87 kg
Proba de haltere categoria 87 de kg feminin de la Jocurile Olimpice de vară din 2020 de la Tokyo a avut loc la data de 2 august 2021, la Tokyo International Forum.

## Program
Orele sunt ora Japoniei (UTC+9) 
| Data                | Timp  | Etapă   |
| ------------------- | ----- | ------- |
| Luni, 2 august 2021 | 11:50 | Grupa B |
| Luni, 2 august 2021 | 15:50 | Grupa A |

## Rezultate
| Loc | Sportivă                     | Țară                       | Grupă | Greutate | Smuls (kg) | Smuls (kg) | Smuls (kg) | Smuls (kg) | Aruncat (kg) | Aruncat (kg) | Aruncat (kg) | Aruncat (kg) | Total |
| Loc | Sportivă                     | Țară                       | Grupă | Greutate | 1          | 2          | 3          | Rezultat   | 1            | 2            | 3            | Rezultat     | Total |
| --- | ---------------------------- | -------------------------- | ----- | -------- | ---------- | ---------- | ---------- | ---------- | ------------ | ------------ | ------------ | ------------ | ----- |
| 1   | Wang Zhouyu                  | China                      | A     | 84,20    | 115        | 115        | 120        | 120        | 145          | 150          | 160          | 150          | 270   |
| 2   | Tamara Salazar               | Ecuador                    | A     | 85,30    | 108        | 111        | 113        | 113        | 144          | 147          | 150          | 150          | 263   |
| 3   | Crismery Santana             | Republica Dominicană       | A     | 86,50    | 112        | 116        | 119        | 116        | 140          | 144          | 144          | 140          | 256   |
| 4   | Mönkhjantsangiin Ankhtsetseg | Mongolia                   | A     | 86,95    | 110        | 110        | 112        | 110        | 140          | 142          | 147          | 142          | 252   |
| 5   | Gaëlle Nayo-Ketchanke        | Franța                     | A     | 84,05    | 103        | 106        | 108        | 108        | 135          | 139          | 145          | 139          | 247   |
| 6   | Mattie Rogers                | Statele Unite ale Americii | A     | 78,55    | 108        | 111        | 112        | 108        | 138          | 138          | 138          | 138          | 246   |
| 7   | Naryury Pérez                | Venezuela                  | A     | 86,35    | 105        | 109        | 112        | 112        | 130          | 137          | 138          | 130          | 242   |
| 8   | Elena Cîlcic                 | Republica Moldova          | A     | 86,80    | 105        | 109        | 109        | 105        | 130          | 135          | 139          | 135          | 240   |
| 9   | Kang Yeoun-hee               | Coreea de Sud              | B     | 76,70    | 100        | 103        | 103        | 103        | 120          | 125          | 128          | 128          | 231   |
| 10  | Lidia Valentín               | Spania                     | B     | 80,60    | 100        | 103        | 106        | 103        | 122          | –            | –            | 122          | 225   |
| 11  | Clementine Meukeugni         | Camerun                    | B     | 85,85    | 99         | 103        | 103        | 99         | 120          | 120          | 125          | 125          | 224   |
| 12  | Jaqueline Ferreira           | Brazilia                   | B     |          | 95         | 95         | 100        | 100        | 115          | 124          | 124          | 115          | 215   |
| 13  | Kanah Andrews-Nahu           | Noua Zeelandă              | B     |          | 94         | 98         | 100        | 94         | 105          | 112          | 120          | 112          | 206   |